# 2013 في إيطاليا
فيما يلي قوائم الأحداث التي وقعت خلال عام 2013 في إيطاليا.

## سياسة

### تعيين في المنصب
- 28 فبراير – بياترو جراسو عضو مجلس الشيوخ الإيطالي،رئيس مجلس الشيوخ الإيطالي [الإنجليزية]‏.
- 6 مارس – ماتيو سالفيني عضو مجلس النواب في الجمهورية الإيطالية، عضو مجلس النواب في الجمهورية الإيطالية.
- 15 مارس – باولا بينيتي عضو مجلس النواب في الجمهورية الإيطالية.
- 15 مارس – سيلفيو برلسكوني عضو مجلس الشيوخ الإيطالي.
- 16 مارس – لورا بولدريني رئيس مجلس النواب الإيطالي [الإنجليزية]‏.
- 18 مارس – روبيرتو ماروني رئيس لومباردي [الإنجليزية]‏.
- 26 مارس – ماريو مونتي وزير الخارجية.
- 28 أبريل – إنريكو ليتا رئيس وزراء إيطاليا.
- 3 مايو – فيديريكا موغيريني عضو مجلس النواب في الجمهورية الإيطالية.
- 10 يونيو – فيرجينيا رادجي member of City Council  [لغات أخرى]‏.
- 30 أغسطس – رينزو بيانو عضو مجلس الشيوخ مدى الحياة.
- 30 أغسطس – كارلو روبيا عضو مجلس الشيوخ مدى الحياة.
- 30 أغسطس – كلاوديو أبادو عضو مجلس الشيوخ مدى الحياة.
- 15 ديسمبر – ماتيو رينزي Secretary of the Democratic Party ‏.

### انتهاء فترة المنصب
- 14 مارس – باولا بينيتي عضو مجلس النواب في الجمهورية الإيطالية.
- 14 مارس – باولو جينتيلوني عضو مجلس النواب في الجمهورية الإيطالية.
- 14 مارس – سيلفيو برلسكوني عضو مجلس النواب في الجمهورية الإيطالية، عضو مجلس الشيوخ الإيطالي.
- 15 مارس – ماتيو سالفيني عضو مجلس النواب في الجمهورية الإيطالية.
- 16 أبريل – نيشي فيندولا عضو مجلس النواب في الجمهورية الإيطالية.
- 28 أبريل – ماريو مونتي وزير الخارجية، رئيس وزراء إيطاليا.
- 6 مايو – جوليو أندريوتي عضو مجلس الشيوخ الإيطالي، عضو مجلس الشيوخ مدى الحياة.

## رياضة
- 1 يناير – بطولة روما للأساتذة 2013
- 1 يناير – ميلان-سان ريمو 2013 الفائزون بيتر ساجان، جيرالد سيوليك، فابيان كانسيليرا.

## أفلام
من الأفلام التي صدرت هذه السنة في إيطاليا:
- 1 يناير – أفضل عرض من إخراج جيوزبي تورنتوري.
- 1 يناير – روميو وجولييت من إخراج Carlo Carlei [الإنجليزية]‏.
- 17 مايو – الماضي من إخراج أصغر فرهادي.
- 21 مايو – الجمال العظيم من إخراج باولو سورينتينو.

## وفيات

### يناير
- 1 يناير – أندريا بيانكي (مواليد 1925) مخرج أفلام إيطالي.
- 28 يناير – الساندرو انسلمي (مواليد 1934) مهندس معماري إيطالي.

### فبراير
- 6 فبراير – مو-دو (مواليد 1966) موسيقي إيطالي.
- 13 فبراير – غابرييل باسيليكو (مواليد 1944) مصور إيطالي.

### مارس
- 7 مارس – داميانو دامياني (مواليد 1922)
- 12 مارس – تيريزا ماتي (مواليد 1921)
- 21 مارس – بيترو منيا (مواليد 1952)

### أبريل
- 5 أبريل – ريجينا بيانكي (مواليد 1921) ممثلة إيطالية.
- 9 أبريل – باولو سوليري (مواليد 1919) مهندس معماري إيطالي.

### مايو
- 6 مايو – جوليو أندريوتي (مواليد 1919) سياسي إيطالي.
- 27 مايو – ليتل توني (مواليد 1941)

### يونيو
- 29 يونيو – مارغريتا هاك (مواليد 1922)

### يوليو
- 21 يوليو – أندريا أنتونيلي (مواليد 1988) متسابق دراجات نارية إيطالي.

### سبتمبر
- 11 سبتمبر – جيمي فونتانا (مواليد 1934)

### أكتوبر
- 19 أكتوبر – روزاريو مارتينيلي (مواليد 1941)

### نوفمبر
- 12 نوفمبر – جوسيبي كاساري (مواليد 1922) لاعب كرة قدم إيطالي.
- 24 نوفمبر – أميديو أماداي (مواليد 1921) لاعب كرة قدم إيطالي.
- 30 نوفمبر – دوريانو رومبوني (مواليد 1968) متسابق دراجات نارية إيطالي.